# Río Mocoretá
Le río Mocoretá (ou portugais : Arroyo Mocoretá) est un petit cours d'eau du bassin hydrographique du río Uruguay, dans les provinces argentines de Corrientes et d'Entre Ríos. 

## Géographie
Son cours est de quelque 140 km.
Il naît dans les élévations de la meseta del Paiubre, au sud-ouest de la localité correntine de Curuzú Cuatiá. Il zigzague vers le sud et atteint bientôt le confluent de l'arroyo Tuna ou ruisseau ou petit cours d'eau Las Tunas (rd). Après l'avoir reçu, il vire vers le sud-est formant dès lors la frontière méridionale du Corrientes, jusqu'à son confluent avec l'Uruguay, qui s'opère dans la section du lac formé par le barrage de Salto Grande.
Le río Mocoretá naît dans une zone montueuse et pentue, dans laquelle il se trouve encaissé. Durant une grande partie de son parcours, il est enserré de ravins et de falaises ou cuchillas typiques du relief de la moitié sud de la province. À la moitié de son parcours, sa pente se réduit, et il forme une zone d'étangs à la hauteur de la localité de Cazadores Correntinos.

### Bassin versant
Son bassin s'étend sur 3 785 km2.

## Affluents
Il a peu d'affluents, et les seuls de quelque importance sont les arroyo Las Tunas et le río Cuenca, qu'il reçoit de son côté droit ou occidental. il reçoit aussi l'arroyo Grande (rg), l'arroyo Sarandi (rd), l'arroyo Tigua (rd).